# Європейська кредитна трансферно-накопичувальна система
Європейська система трансферу і накопичення кредитів (англ. ECTS, European Credit Transfer and Accumulation System) — це кредитна система, яка пропонує спосіб вимірювання, порівняння, трансферу і накопичення результатів навчання. Ця система створена для полегшення визнання результатів навчання, що здобуваються у різних закладах вищої освіти, а також результатів неформального та інформального навчання.  Система ECTS базується на принципах взаємної довіри учасників і передбачає виконання правил щодо всіх її складників: ECTS-кредитів, ECTS-оцінок, Угоди про навчання і зарахування кредитів. Обсяг одного кредиту ЄКТС в Україні становить 30 годин. Навантаження одного навчального року за денною формою здобуття вищої освіти становить, як правило, 60 кредитів ЄКТС.
Для студентів за обміном приймаючий університет повинен вибрати, чи присуджувати найнижчу, середню чи найвищу еквівалентну оцінку.